# Oputi
Oputi (en rus: Опути) és un poble de l'óblast de Nóvgorod, a Rússia, segons el cens del 2010 tenia 11. Pertany al districte de Màlaia Víxera.